# Phyllodonta furcata
Phyllodonta furcata là một loài bướm đêm trong họ Geometridae.